# Konstgjorda växter
Konstgjorda växter är kopior av levande organismer och kan därför inte vissna. Växterna används som dekoration och finns i många olika former, storlekar och färger.
Konstgjorda växter kan vara producerade i olika material:
- Blommor av glas är oftast dyra att köpa eftersom produktionen är komplicerad. Det finns flera olika sätt att framställa glasskulpturer på. Ett sätt innebär att man värmer upp glas tills det smälter och därefter blåser för hand till den form man vill ha. På Harvard Museum of Natural History på Harvard University i USA finns en stor kollektion av realistiskt utformade glasblommor, där mer än 3000 blommor från ungefär 830 växtarter finns representerade.[1]
- Blommor av plast framställs genom formsprutning, ett miljövänligt och kostnadseffektivt val vid framställning av produkter i plast.[2]

Andra exempel på material som brukar användas till att göra konstgjorda växter är polyester, silke och lera.
Konstgjorda växter behöver skötas eftersom de samlar damm, men inte i samma utsträckning som med levande plantor. Enkel rengöring görs genom att man torkar bort dammet med en trasa, dock behöver man göra en mer djupgående rengöring med jämna mellanrum. Vilken metod man ska använda beror på vad växterna är gjorda av för slags material.